# لورا خمسر

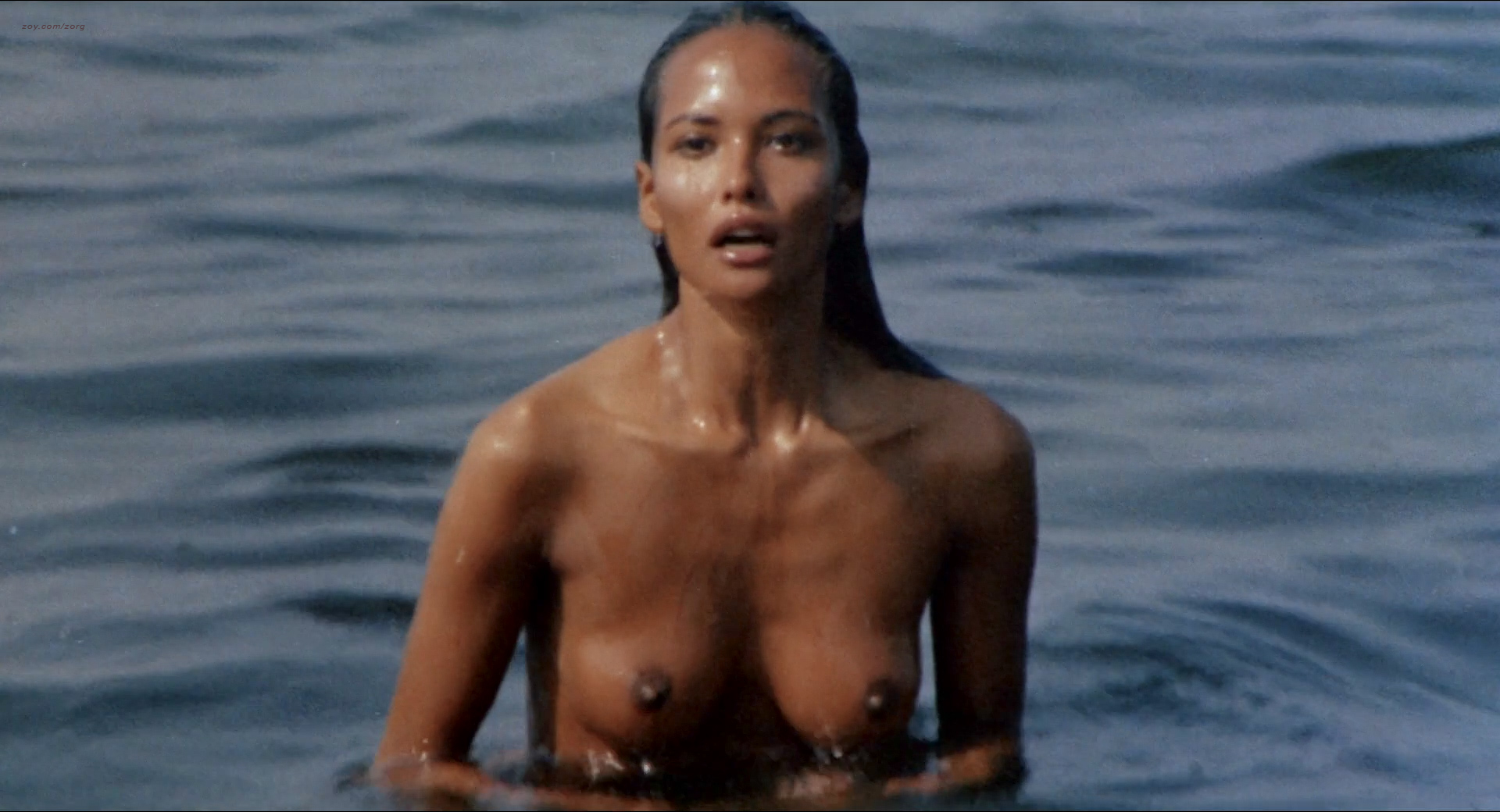
لورا خمسر در صحنه‌ای از فیلم امانوئل و آخرین آدم‌خواران (۱۹۷۷)

لورت مارشیا خمسر (هلندی: Laurette Marcia Gemser؛ زادهٔ ۵ اکتبر ۱۹۵۰) طراح لباس، بازیگر و مدل بازنشستهٔ اهل هلند است. او بیشتر به خاطر نقش‌آفرینی‌هایش در فیلم‌های اِروتیک سینمای ایتالیا، به ویژه مجموعه‌فیلم‌های امانوئل شناخته شده‌است. بسیاری از فیلم‌های او حاصل همکاری با جو داماتو و برونو ماتی بود. خمسر در برخی فیلم‌هایش با نام مستعار مویرا چن بازی کرده‌است که از آن میان می‌توان به فیلم عشق ابدی است اشاره کرد.

## گزیدهٔ فیلم‌شناسی
- خزندگان (۱۹۹۱)
- در جستجوی شمشیر سترگ (۱۹۹۰)
- اینترزون (۱۹۸۷)
- یازده روز، یازده شب (۱۹۸۷)
- لذت بسیار (۱۹۸۷)
- میل به تماشا (۱۹۸۶)
- لذت (۱۹۸۵)
- گوشه دنج (۱۹۸۵)
- آخر بازی (۱۹۸۳)
- عشق ابدی است (۱۹۸۲)
- کالیگولا… قصه ناگفته (۱۹۸۲)
- آتور شکست‌ناپذیر (۱۹۸۲)
- امانوئل در ییلاق (۱۹۸۲)
- خشونت در زندان زنان (۱۹۸۲)
- قتل‌عام در زندان زنان (۱۹۸۳)
- خانم دکتر روستا (۱۹۸۱)
- شمشیر سامورایی (۱۹۸۱)
- عشق عجیب‌وغریب پورنو (۱۹۸۰)
- شب‌های شهوانی مردگان زنده (۱۹۸۰)
- بداندیشی شهوانی (۱۹۷۹)
- میلِ یک زن (۱۹۷۸)
- امانوئل و تجارت برده سفید (۱۹۷۸)
- امانوئل و شب‌های پورنو در جهان، شماره ۲ (۱۹۷۸)
- شب‌های پورنو در سراسر جهان (۱۹۷۷)
- امانوئل و آخرین آدم‌خواران (۱۹۷۷)
- امانوئل – خشونت علیه زنان چرا؟ (۱۹۷۷)
- خواهر امانوئل (۱۹۷۷)
- سوگند پاک‌دامنی (۱۹۷۷)
- دو پلیس زبل (۱۹۷۷)
- امانوئل در آمریکا (۱۹۷۷)
- اِوایِ سیاه (۱۹۷۶)
- مخمل سیاه (۱۹۷۶)
- امانوئل در بانکوک (۱۹۷۶)
- امانوئل ۲ (۱۹۷۵)
- امانوئل سیاه (۱۹۷۵)